# ضرب تافته
در نظریه گروه‌ها، ضرب تافته ضربی خاص بین دو گروه، بر مبنای یک ضرب نیمه‌مستقیم می‌باشد. ضرب‌های تافته برای دسته‌بندی گروه‌های جایگشتی مورد استفاده قرار می‌گیرند. همچنین راهی برای ساخت گروه‌هایی جالب به ارمغان می‌آورند. برای دو گروه A و H دو نوع ضرب تافته وجود دارد: ضرب تافته نامحدود A Wr H (یا A≀H) و ضرب تافته محدود A wr H. برای مجموعه Ω با عمل گروه H یک تعمیم از ضرب تافته وجود دارد که به‌ترتیب با A WrΩ H یا A wrΩ H نشان داده می‌شوند. این نمادگذاری به نیم‌گروه‌ها نیز تعمیم داده می‌شود و یک ساختار مرکزی را در نظریه نیم‌گروه‌های متناهی کرون-رودز تشکیل می‌دهد.

## تعریف
فرض کنید A و H گروه باشند و Ω مجموعه‌ای با عمل گروه H باشد. داریم ضرب مستقیم K :
{\displaystyle {\displaystyle K\equiv \prod _{\omega \in \Omega }A_{\omega }}}
با Aω := A هایی با اندیس‌هایی از Ω. عناصر K می‌توانند توالی‌های قراردادی (aω) از عناصر A با اندیس‌هایی از Ω تحت ضرب مولفه‌ای باشند. آنگاه عمل گروه H روی Ω به صورت طبیعی به عمل H روی گروه A تعمیم می‌یابد:
{\displaystyle {\displaystyle h(a_{\omega })\equiv (a_{h^{-1}\omega }).}}
آنگاه ضرب تافته نامحدود A WrΩ H ضرب نیمه‌مستقیم K ⋊ H می‌باشد. به زیرگروه K از A WrΩ H پایه ضرب تافته گفته می‌شود. ساخت ضرب تافته محدود A wrΩ H هم مانند ضرب تافته نامحدود می‌باشد با این تفاوت که در پایه آن از جمع مستقیم
{\displaystyle {\displaystyle K\equiv \bigoplus _{\omega \in \Omega }A_{\omega }}}
استفاده می‌شود. در این مورد عناصر K توالی‌هایی (aω) از عناصر A با اندیس‌هایی از Ω که تعداد متناهی از aω ها عنصر همانی A هستند.
در معمول‌ترین حالت می‌گیریم Ω := H، که عمل گروه H بر روی خود از سمت چپ در حالت طبیعی خود عمل می‌کند. در این مورد، ضرب تافته نامحدود و محدود می‌توانند به‌ترتیب با A Wr H و A wr H نشان داده شود. به این نوع ضرب تافته، ضرب تافته معمولی می‌گوییم.

## نمادگذاری و قرارداد
ساختار ضرب تافته‌ی A با H به مجموعه Ω با عمل H وابسته است و اگر Ω نامتناهی باشد به اینکه ضرب تافته محدود یا نامحدود استفاده شود نیز وابسته می‌باشد. به‌هرحال در ادبیات این نمادگذاری ممکن است کاستی‌های وجود داشته باشد که نیازمند توجه به شرایط است.
- عبارت A≀ΩH می‌تواند به معنای ضرب تافته‌ی نامحدود A WrΩ H یا ضرب تافته محدود A wrΩ H باشد.
- به طور مشابه، A≀H می‌تواند به معنای ضرب تافته معمولی نامحدود A Wr H باشد یا ضرب تافته معمولی محدود.
- در ادبیات مجموعه Ω باعمل گروه H ممکن است حذف شود حتی اگر Ω ≠ H.
- در حالت خاصی که H = Sn گروه متقارنی است با درجه n در این ادبیات معمول است که فرض کنیم {Ω = {1,...,n با ضرب معمولی Sn و آنگاه Ω را از نمادگذاری حذف می کنیم. به طور معمول A≀Sn به جای ضرب تافته معمولی A≀Sn به A≀{1,...,n}Sn معنا می شود. در مورد اول گروه پایه حاصلضرب n تا A است. در مورد دوم حاصلضرب !n تا A می باشد.

## ویژگی ها
- از آنجایی که ضرب مستقیم متناهی مانند جمع مستقیم گروه هاست نتیجه می شود که A WrΩ H نامحدود و A wrΩ H محدود درست است اگر مجموعه Ω با ضرب H متناهی باشد. به طور خاص اگر Ω=H متناهی باشد این مورد برقرار است.
- A wrΩ H همواره یک زیرگروه A WrΩ H می باشد.
- نظریه عمومی درون سازی: اگر G یک بسط A روی H باشد، آنگاه یک زیرگروه ضرب تافته نامتناهی A≀H وجود دارد که با G یکریخت است. این قضیه همچنین تحت عنوان نظریه عمومی Krasner–Kaloujnine نیز شناخته می شود. نظریه کرون-رودز اساساً به این می پردازد که نیم گروه اساساً معادل چه چیزیست.
- اگر A و H و Ω متناهی باشند، آنگاه:

|A≀ΩH| = |A||Ω||H|.

## اعمال متعارف ضرب تافته
اگر گروه A روی مجموعه Λ عمل کند آنگاه دو راه متعارف برای ساخت مجموعه از Ω و Λ وجود دارد که A WrΩ H ( و بنابراین همچنین A wrΩ H) بتواند عمل کند.
- عمل ضرب تافته ثانویه روی Λ × Ω.
- عمل ضرب تافته اولیه روی ΛΩ.

یک عنصر در ΛΩ یک توالی (λω) است با اندیس هایی از Ω با عمل گروه H. داریم یک عنصر aω), h) ∈ A WrΩ)) با عملگرش روی λω) ∈ ΛΩ) که داده شده:
{\displaystyle {\displaystyle ((a_{\omega }),h)\cdot (\lambda _{\omega }):=(a_{h^{-1}\omega }\lambda _{h^{-1}\omega })}}.

## مثال ها
- گروه لمپلایتر ضرب تافته محدود ℤ2≀ℤ است.
- ℤm≀Sn (تعمیم یافته گروه متقارن).

پایه ی این ضرب تافته یک جمع مستقیم n دسته ایست
ℤmn = ℤm × ... × ℤm
با ℤm هایی که در آن عمل (φ : Sn → Aut(ℤmn از گروه تقارنی با درجه Sn که گرفته شده از:
((φ(σ)(α1,..., αn) := (ασ(1),..., ασ(n
- S2≀Sn (گروه فوق هشت وجهی)

عمل Sn روی {1,...,n} مانند بالاست. از آنجایی که که گروه تقارنی S2 از درجه 2 با ℤ2 همریخت است گروه فوق هشت وجهی مورد خاصی از تعمیم گروه تقارنی است.
- کوچکترین ضرب تافته ی غیربدیهی ℤ2≀ℤ2 است که مثال دوبعدی گروه فوق هشت وجهی بالاست. این یک گروه متقارن مربع است که Dih4 نیز نامیده می شود؛ گروه دووجهی از مرتبه 8.
- فرض کنید p عدد اول و n≥1 باشد. فرض کنید P یک p-زیرگروه سیلویی گروه متقارن Spn از درجه pn باشد. آنگاه P با ضرب تافته تکراری Wn = ℤp ≀ ℤp≀...≀ℤp با n تا ℤp. اینجا W1 := ℤp و Wk := Wk−1≀ℤp به ازای k ≥ 2 است. برای نمونه 2-زیرگروه سیلویی S4 گروه ℤ2≀ℤ2 بالاست.
- گروه مکعب روبیک یک زیرگروه با اندیس 12 در حاصلضرب ضرب های تافته است , (ℤ3≀S8) × (ℤ2≀S12), که این اندیس به 8 راس و 12 یال مربوط می شوند.[۱]